# Felipe Sánchez-Román
Felipe Sánchez-Román y Gallifa (Madrid, 18 décembre 1883 - Mexico, 21 janvier 1956) est un juriste et homme politique espagnol. Il est ministre sans portefeuille sous le Front populaire.